# Friedrich Götting
Friedrich Götting (* 7. Februar 1886 in Berlin; † 3. Januar 1946 in sowjetischer Kriegsgefangenschaft) war ein deutscher Admiral, eingesetzt als Kommandant und Abteilungsleiter im Reichswehrministerium.

## Leben
Friedrich Götting trat am 1. April 1903 als Seekadett in die kaiserliche Marine ein. Nach erfolgter  Grundausbildung wurde er am 15. April 1904 Fähnrich zur See. Anschließend besuchte er die Marineschule und Spezialkurse, bis er im Oktober 1905 seine erste Auslandsreise nach Ostasien antrat. Hier war er zu Bordkommandos bei der in diesem Raum weilenden Flotte, auf dem Großen Kreuzer Fürst Bismarck, den Kanonenbooten Luchs, Tiger und Iltis eingesetzt. Während dieser Zeit wurde er 1906 zum Leutnant zur See befördert. Nach zwei Jahren kehrte er im November 1907 nach Deutschland zurück. Weitere Einsätze als Wachoffizier auf dem Kleinen Kreuzer Hamburg, als Kompanieoffizier in der I. Torpedo-Division sowie seine Beförderung zum Oberleutnant zur See am 27. März 1909 folgten. Zu Beginn des Ersten Weltkrieges war er Kompanieoffizier in der Torpedo-Division, nunmehr als Kapitänleutnant, und wechselte dann 1915 auf den Posten des Kommandanten des Torpedobootes S 53. Einsätze als Admiralstabsoffizier, eine Untersee-Bootsausbildung und als Kommandant von U 93, U 97 sowie U 100 folgten. Das Kriegsende erlebte er als Referent der Inspektion des Torpedo- und Minenwesens.
Mit dem Aufgabenbereich innerhalb der Inspektion des Torpedo- und Minenwesens wurde Friedrich Götting in die Kriegsflotte der Weimarer Republik übernommen und wechselte 1920 in den Aufgabenbereich des Chefs der 2. Minensuch-Halbflottille Ostsee. Im Folgejahr wurde er ab April für ein halbes Jahr zur Dienstleistung in die Marineleitung kommandiert um dann im Oktober 1921 als Referent in der Marineabwehrabteilung, der damaligen Bezeichnung des Marinenachrichtendienstes, übernommen zu werden. Abteilungsleiter dieses Arbeitsbereiches war seit September 1921 Korvettenkapitän Reinhold Gadow (1882–1945), der ebenfalls aus dem Bereich der Minenräumung kam. Noch während seiner Tätigkeit im „Nachrichtenbüro (N)“ – wie dann ab Ende 1921 die offizielle Bezeichnung des Marinenachrichtendienstes lautete, wurde Götting im Juni 1922 zum Korvettenkapitän befördert. Kurze Zeit darauf rückte er in das Amt des Marine-Adjutanten des Reichswehrministers Otto Geßler (1875–1955) auf. Er löste damit am 1. September 1922 den bisherigen Marine-Adjutanten Karl Neureuther (1886–1975) ab. Diesen Aufgabenbereich übte Götting bis zum 31. Dezember 1924 aus und stand dann ab Januar des Folgejahres zur Verfügung des neuen Chefs der Marineleitung Hans Zenker (1870–1932). Ab Sommer 1925 wurde er dann als 1. Admiralstabsoffizier im Stab des Befehlshabers der Seestreitkräfte Ostsee eingesetzt, bis er dann im Oktober 1927, als sich die Ereignisse und Missstände im Reichswehrministerium durch die Machenschaften des Leiters der Seetransportabteilung Walter Lohmann (1878–1930) überschlugen, zurückgeholt wurde. Als Dezernent der Wehrmachtsabteilung war es seine Aufgabe, den dringenden Umbauprozess in diesem Arbeitsbereich mit zu begleiten und weiteren Schaden abzuwenden. Am 1. Dezember 1928 erfolgte seine Beförderung zum Fregattenkapitän und am 1. Juni 1929 übernahm er die Leitung der Wehrmachtsabteilung im Reichswehrministerium. In dieser Position wurde er im Oktober 1930 zum Kapitän zur See befördert und wechselte zum 5. Oktober 1931 in den Aufgabenbereich des Kommandanten des Linienschiffes Schleswig Holstein.
Nach zwei Jahren wieder im Schiffsdienst wurde Friedrich Götting im September 1933 der Posten des Kommandanten von Swinemünde übertragen. Zeitgleich mit seiner Beförderung zum Konteradmiral am 1. Oktober 1934 wechselte er erneut in den Aufgabenbereich des Inspektors des Torpedo- und Minenwesens, in dem er bereits 1919 gewirkt hatte. Mit der Übernahme dieses Aufgabenbereiches war er zugleich Inspektor für das Bildungswesens der Marine, dem mit der nun offen betriebenen Marinerüstungspolitik eine enorme Bedeutung zur Qualifizierung des benötigten Personals für die Kriegsmarine zukam. Mit der im Herbst 1936 erfolgten Neuaufteilung der Arbeitsbereiche innerhalb der Marineabteilungen verblieb er ab 1. Oktober 1936 in der Verantwortung als Inspektor des Torpedowesens. Im Oktober 1937 zum Vizeadmiral befördert wurde ihm im gleichen Monat der Aufgabenbereich des Inspektors der Marinenachrichten anvertraut. Zugleich war er Präses des Torpedo-Erprobungskommandos. Am 31. Dezember 1939 wurde Götting offiziell aus der Marine verabschiedet. Aber bereits zum 1. Januar 1940 als z.V. Offizier zur Verfügung der Kriegsmarine gestellt. Hier übertrug man ihm im Marinewaffenamt des Oberkommandos der Marine (OKM) die Leitung des Torpedowaffenamtes. Doch ab 24. Juni 1940 stand er erneut zur Verfügung des Oberbefehlshabers der Kriegsmarine, bevor er dann am 1. September 1942 als Küstenbefehlshaber für die östliche Ostsee und damit zugleich als Festungskommandant von Gotenhafen eingesetzt wurde. Diesen Verantwortungsbereich hatte er bis Februar 1943 inne und wurde dann erneut von März bis Mai 1943 lediglich zur Verfügung gestellt, bevor er am 31. März 1943 aus dem aktiven Wehrdienst verabschiedet wurde. Anfang 1945 geriet er in sowjetische Kriegsgefangenschaft, wo er am 3. Januar 1946 verstarb.